# Velîka Pîsarivka, Ucraina
Velîka Pîsarivka (în ucraineană Велика Писарівка) este așezarea de tip urban de reședință a raionului Velîka Pîsarivka din regiunea Sumî, Ucraina. În afara localității principale, mai cuprinde și satul Radeanske.

## Demografie
Componența lingvistică a așezării de tip urban Velîka Pîsarivka
     Ucraineană (92,87%)
     Rusă (6,7%)
     Alte limbi (0,16%)
Conform recensământului din 2001, majoritatea populației așezării de tip urban Velîka Pîsarivka era vorbitoare de ucraineană (92,87%), existând în minoritate și vorbitori de rusă (6,7%).